# Museion

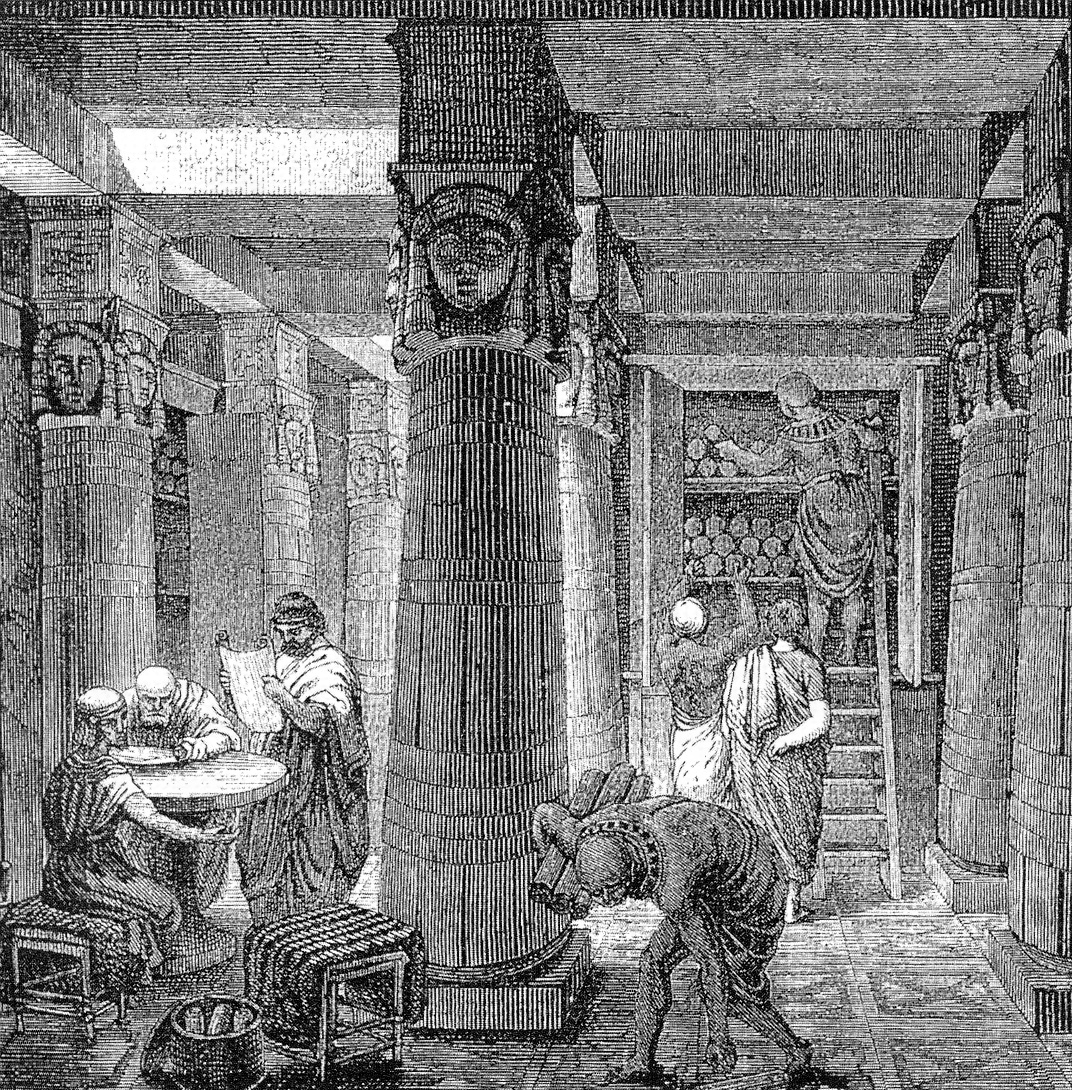
Biblioteket i Alexandria var en del av Museion.

Museion i Alexandria, eller Mouseion, var en forskningsinstitution i antikens Alexandria i Egypten, grundad omkring 280–290 f.Kr.

## Historia
Efter Alexander den stores död 323 f.Kr. utropade sig en av hans generaler till farao i Egypten med namnet Ptolemaios I. Han ville förverkliga en dröm om att samla all världens kunskap i Alexandria och grundade ett delvis hemligt sällskap med vetenskapsmän och lärde från hela den grekiska världen. Han lät även bygga en forskningsinstitution i Brucheion i nordvästra Alexandria omkring 290–280 f.Kr.
Namnet Museion är grekiska och betyder tempel för muserna. Det fanns goda förutsättningar för att tillverka stora mängder böcker eftersom Egypten hade monopol på papyrus i denna del av världen.
Till Museion hörde ett till tre stora bibliotek (i Museion, i Serapeion (Serapistemplet) och kanske ytterligare en byggnad), tillsammans benämnda Alexandrinska biblioteket. Förre guvernören i Aten, Demetrios från Faleron (omkring 250 f.Kr.), fick i uppdrag av Ptolemaios I att "samla alla skrifter från hela världen". Hundratals medarbetare reste runt i den antika världen och införskaffade eller kopierade skrifter. Ptolemaios III skrev till alla världens härskare[källa behövs] och bad att få låna alla deras manuskript. Papyrus att skriva och måla på fanns det mycket gott om i Nildeltat och Egypten hade nästan världsmonopol på papyrus. Biblioteket anses ha haft som mest fler än en halv miljon skriftrullar.
Museion i Alexandria förstördes sannolikt av brand under Julius Caesars anfall mot Alexandria 48–47 f.Kr. och Serapistemplet omkring år 390 e.Kr. av ärkebiskop Theophilos av Alexandria. Enligt andra källor antas institutionen ha upphört på 640-talet då Egypten erövrades av araberna. Det finns dock delade meningar om bibliotekets försvinnande.

### Kända personer som verkat i Museion i Alexandria
- Apollonios från Perga publicerade verk inom geometrin
- Arkimedes studerade vid institutionen
- Erasistratos studerade människans anatomi med Herophilos
- Eratosthenes från Cyrene, astronom, mätte jordens omkrets med astronomiska metoder och räknade 100 km fel
- Euklides formulerade aritmetikens och geometrins grundprinciper i Elementa
- Heron uppfann den första ångmaskinen
- Herophilos studerade människans anatomi
- Hipparchos, astronom, mätte noggrant solens och månens rörelser
- Hypatia, matematiker, filosof och astronom, skrev en ombearbetning av Ptolemaios Almagest och Euklides Elementa. Hon gjorde även en förenklande version av Apollonios Conics. Verket The Astronomical Canon brukar även tillskrivas Hypatia. Hon kartlade även himlakroppar och uppfann hydrometern som används för att mäta vätskors densitet.
- Kallimachos från Kyrene (ca 250 f.Kr.), poet, katalogiserade biblioteket och skrev författarbiografier som under lång tid tjänade som det främsta översiktsverket över grekiska litteratur.
- Ptolemaios, astronom, hävdade att jorden är kosmos centrum.

### Kända bibliotekarier
- Zenodotos (234 f.Kr.)
- Eratosthenes (234-195 f.Kr.), matematiker och astronom
- Aristofanes (195-181 f.Kr.), litteraturkritiker och grammatiker från Bysans
- Aristarchos från Samothrake (181-171 f.Kr.)